# Lijst van mijnspinnen
De lijst van mijnspinnen bevat alle wetenschappelijk beschreven soorten uit de familie van mijnspinnen (Atypidae).

## Atypus
Atypus Latreille, 1804
- Atypus affinis Eichwald, 1830
- Atypus baotianmanensis Hu, 1994
- Atypus coreanus Kim, 1985
- Atypus dorsualis Thorell, 1897
- Atypus flexus Zhu et al., 2006
- Atypus formosensis Kayashima, 1943
- Atypus heterothecus Zhang, 1985
- Atypus javanus Thorell, 1890
- Atypus karschi Dönitz, 1887
- Atypus lannaianus Schwendinger, 1989
- Atypus largosaccatus Zhu et al., 2006
- Atypus ledongensis Zhu et al., 2006
- Atypus magnus Namkung, 1986
- Atypus medius Oliger, 1999
- Atypus muralis Bertkau, 1890
- Atypus pedicellatus Zhu et al., 2006
- Atypus piceus (Sulzer, 1776)
- Atypus quelpartensis Namkung, 2002
- Atypus sacculatus Zhu et al., 2006
- Atypus sinensis Schenkel, 1953
- Atypus snetsingeri Sarno, 1973
- Atypus sternosulcus Kim et al., 2006
- Atypus suiningensis Zhang, 1985
- Atypus suthepicus Schwendinger, 1989
- Atypus sutherlandi Chennappaiya, 1935
- Atypus suwonensis Kim et al., 2006
- Atypus tibetensis Zhu et al., 2006
- Atypus wataribabaorum Tanikawa, 2006
- Atypus yajuni Zhu et al., 2006

## Calommata
Calommata Lucas, 1837
- Calommata fulvipes (Lucas, 1835)
- Calommata megae Fourie, Haddad & Jocqué, 2011
- Calommata meridionalis Fourie, Haddad & Jocqué, 2011
- Calommata namibica Fourie, Haddad & Jocqué, 2011
- Calommata obesa Simon, 1886
- Calommata pichoni Schenkel, 1963
- Calommata signata Karsch, 1879
- Calommata simoni Pocock, 1903
- Calommata sundaica (Doleschall, 1859)
- Calommata tibialis  Fourie, Haddad & Jocqué, 2011
- Calommata transvaalica (Hewitt, 1916)
- Calommata truculenta (Thorell, 1887)

## Sphodros
Sphodros Walckenaer, 1835
- Sphodros abboti Walckenaer, 1835
- Sphodros atlanticus Gertsch & Platnick, 1980
- Sphodros coylei Gertsch & Platnick, 1980
- Sphodros fitchi Gertsch & Platnick, 1980
- Sphodros niger (Hentz, 1842)
- Sphodros paisano Gertsch & Platnick, 1980
- Sphodros rufipes (Latreille, 1829)